# Фактура
Фактурата (на латински factura е обработка) е търговски документ, издаван от продавач на купувач, показващ предмета на продажбата – стока или услуга, количеството и договорената цена за продуктите или услугите, които продавачът вече е предоставил на купувача. Фактурата показва, че купувачът дължи плащане (или вече е платил при авансови плащания) на продавача съгласно начина на плащане.
От гледна точка на продавача, фактурата е фактура за продажба. От гледна точка на купувача, фактурата е фактура за покупка. Документът указва продавача и купувача, но терминът фактура показва, че пари „дължим“ или „ни дължат“.
Фактурата е първичен счетоводен документ, в който стопанските операции се отразяват за първи път.

## Юридическа характеристика
В България реквизитите на фактурата са регламентирани в чл. 114 от Закона за данъка върху добавената стойност:
1. Наименование на документа;
2. Пореден десетразряден номер, съдържащ само арабски цифри, базиран на една или повече серии в зависимост от отчетните нужди на данъчно задълженото лице, който идентифицира фактурата уникално;
3. Дата на издаване;
4. Име и адрес на доставчика;
5. Идентификационен номер по чл. 94, ал. 2 на доставчика, съответно номера по чл. 84 от Данъчно-осигурителния процесуален кодекс – когато доставчикът е нерегистрирано по този закон лице;
6. Име и адрес на получателя по доставката;
7. Идентификационен номер по чл. 94, ал. 2 на получателя, съответно номера по чл. 84 от Данъчно-осигурителния процесуален кодекс – когато получателят е нерегистрирано по този закон лице, идентификационен номер за целите на ДДС – когато получателят е регистриран в друга държава членка, друг номер за идентификация на лицето, когато такъв се изисква съгласно законодателството на държавата, където е установен получателят;
8. Количеството и вида на стоката, вида на услугата;
9. Датата, на която е възникнало данъчното събитие на доставката, или датата, на която е получено плащането;
10. Единичната цена без данъка и данъчната основа на доставката, както и предоставените търговски отстъпки и намаления, ако те не са включени в единичната цена;
11. Ставката на данъка, а когато ставката е нулева – основанието за прилагането ѝ, както и основанието за неначисляване на данък;
12. Размера на данъка;
13. Сумата за плащане, ако тя се различава от сумата на данъчната основа и на данъка;
14. Обстоятелствата, които определят стоката като ново превозно средство – при вътреобщностна доставка на нови превозни средства.

В случай, че получателят и/или издателят са регистрирани по Закона за ДДС, то се посочват и техните идентификационни номера по ДДС.

## Видове
- Експортна търговска фактура (стандартна);
- Проформа фактура;
- Консулска фактура;
- Митническа фактура.

Според наличието или неналичието на физически носител може да е хартиена или електронна фактура.

## Електронна фактура
Издаването на фактури, чрез специализиран софтуер улеснява данъчно задължените лица, тъй като обикновено те притежават:
- Улеснен процес на попълване на задължителните реквизити;
- Автоматичен архив на генерираните документи;
- Възможност за изпращане на фактурата към клиент по електронна поща;
- Възможност за разпечатване на фактурата;
- Възможност за съхранение на фактурата;

### Световни стандарти за електронно фактуриране
Стандартите за електронно фактуриране варират значително в различните държави. Електронен обмен на данни (EDI) стандарти като тези на Обединената нация ЕДИФАКТ Стандартът включва насоки за кодиране на съобщения за електронни фактури. The ЕДИФАКТ е последвано в ООН / СЕФАКТ ebXML синтаксис междуотраслова фактура.

### ЕДИФАКТ
Стандартът на Обединените нации за електронни фактури („INVOIC“) включва стандартни кодове за предаване на заглавна информация (общи за цялата фактура) и кодове за предаване на подробности за всяка от договорените покупки (продукти или услуги). Стандартът „INVOIC“ може да се използва и за предаване на кредитни и дебитни бележки.
В законодателството на Европейския съюз беше прието през 2010 г. под формата на директива 2010/45 / ЕС за улесняване на растежа на електронното фактуриране във всички негови държави членки. Това законодателство отговаря на различните изисквания за фактуриране с ДДС и между страните в рамките на ЕС, в допълнение към законодателството за автентичността и целостта на фактурите, изпращани по електронен път.

### OAGi
The XML форматът на съобщенията за електронни фактури се използва от създаването на XML през 1998 г. Спецификацията за интегриране на отворена група приложения (OAGIS) включва фактура от 2001 г. Групата за отворени приложения (OAGi) има работна връзка с СЕФАКТ на ООН, където OAGi членовете участват в дефинирането на много от спецификациите за технология и методология. OAGi също така включва поддръжка за тези спецификации за технология и методология в рамките на OAGIS.

### CEFACT и UBL
В момента се разработват два XML-базирани стандарта. Едната е междуфабричната фактура, която се разработва от органа по стандартизация на ООН ООН / СЕФАКТ а другото е Универсален бизнес език (UBL), който се издава от Организация за усъвършенстване на структурирани информационни стандарти (OASIS). Внедряването на фактури въз основа на UBL е често срещано, най-важното в публичния сектор в Дания тъй като това беше първата държава, в която използването на UBL беше разрешено по закон за всички фактури в публичния сектор. По-нататъшно внедряване е в ход в скандинавските страни в резултат на проекта за Северноевропейско подмножество. Изпълненията също са в ход в Италия, Испания, и Холандия (UBL 2.0)[18] и с Европейска комисия себе си.
Работата на NES е прехвърлена на Европейски комитет по стандартизация (CEN), орган по стандартизация на Европейския съюз), семинар CEN / BII, за обществени поръчки в Европа. Резултатът от тази работа е предпоставка за PEPPOL (паневропейски пилоти за обществени поръчки), финансиран от Европейската комисия. Там документите за поръчки на UBL ще бъдат внедрени в трансгранични пилоти между европейските държави.
Беше постигнато споразумение между UBL и UN / CEFACT за сближаване на двата стандарта за XML съобщения с цел обединяването на двата стандарта в един преди края на 2009 г., включително осигуряването на път за надграждане за внедряване, започнат и в двата стандарта.

### ISDOC
ISDOC е стандарт, разработен в Чехия като универсален формат за електронни фактури. На 16 октомври 2008 г. 14 компании и чешкото правителство подписаха декларация да използват този формат в рамките на една година в своите продукти.